# Танака, Карэн
Карэн Танака (яп. 田中 カレン Танака Карэн, 7 апреля 1961, Токио) — японская пианистка и композитор.

## Биография
Карэн Танака родилась в Токио в 1961 году. С четырёх лет училась фортепиано, с десяти — композиции. После изучения композиции с Акирой Миёси и фортепиано с Нобуко Амадой в Токийской музыкальной школе им. Тохо Гакуэн, она переехала в Париж в 1986 году, чтобы учиться у Тристана Мюрая. Стажировалась в IRCAM. В 1990-1991 годах училась во Флоренции у Лучано Берио. В 1998 году она была назначена художественной руководительницей музыкального фестиваля Yatsugatake Kogen, который ранее возглавлял Тору Такэмицу. В 2005 году она была удостоена премии Бекку.
В настоящее время живёт в Санта-Барбаре (Калифорния).

## Избранные произведения
- Prismes для оркестра (1984)
- Anamorphose для фортепиано и оркестра (1986)
- Lilas для виолончели соло (1988)
- Jardin des herbes для клавесина (1989)
- Hommage en cristal для фортепиано и струнных (1991)
- Initium для оркестра и живой электроники (1992—1993)
- Metallic Crystal для перкуссии соло, компьютера и живой электроники (1992—1995)
- Wave Mechanics для 20 инструменталистов (1994)
- Invisible Curve для флейты, скрипки, альта, виолончели и фортепиано (1996)
- Metal Strings для струнного квартета (1996)
- Water and Stone для ансамбля (1999)
- At the grave of Beethoven для струнного квартета (1999)
- Departure для оркестра (2000)
- Guardian Angel для оркестра (2000)
- Techno Etudes для фортепиано (2000)
- Lost Sanctuary для оркестра (2002)
- Rose Absolute для оркестра (2002)
- Tales of Trees для маримбы соло (2003)

## Признание
Лауреат нескольких японских и международных премий и стипендий, включая премию Гаудеамус (1987).